# 771 Libera
771 Libera
771 Libera là một tiểu hành tinh ở vành đai chính. Nó được J. Rheden phát hiện ngày 21.11.1913 ở Viên và được đặt theo tên Libera, một người bạn của J. Rheden (do vợ Rheden đặt tên).